# Alt Tucheband
Alt Tucheband là một đô thị ở huyện Märkisch-Oderland, bang Brandenburg, Đức. Đô thị này có diện tích 30,59 km², dân số thời điểm 31 tháng 12 năm 2006 là 973 người.